# Vrhpolje pri Moravčah
Vrhpolje pri Moravčah – wieś w Słowenii, w gminie Moravče. W 2018 roku liczyła 282 mieszkańców.